# گاکو ماتسودا
گاکو ماتسودا (انگلیسی: Gaku Matsuda؛ زادهٔ ۲۰ نوامبر ۱۹۹۲) بازیگر اهل ژاپن است. وی از سال ۲۰۱۱ میلادی تاکنون مشغول فعالیت بوده‌است.